# Hajdúsámson
Hajdúsámson is een plaats (város) en gemeente in het Hongaarse comitaat Hajdú-Bihar.De gemeente telde 14.170 inwoners op 1 januari 2024.